# Fascia rettovaginale
Nell'anatomia femminile, la fascia rettovaginale (spesso chiamata setto rettovaginale o talvolta fascia di Otto) è una struttura anatomica sottile, che separa la vagina e il retto.
Nel maschio corrisponde alla fascia retroprostatica.
Le perforazioni al suo interno possono portare al rettocele.